# 幸福水库 (营山)
幸福水库是中国四川省南充市营山县境内的一座水库，位于渠江小支流绿大河上，建于1979年。水库正常库容为2536万立方米，集雨面积为45平方千米，海拔为376.25米。